# Lőrincz Ernő
Lőrincz Ernő (Kápolnásfalu, 1927. december 30. – Gyúró, 2024. január 31.) magyar munkajogász és jogtörténész.

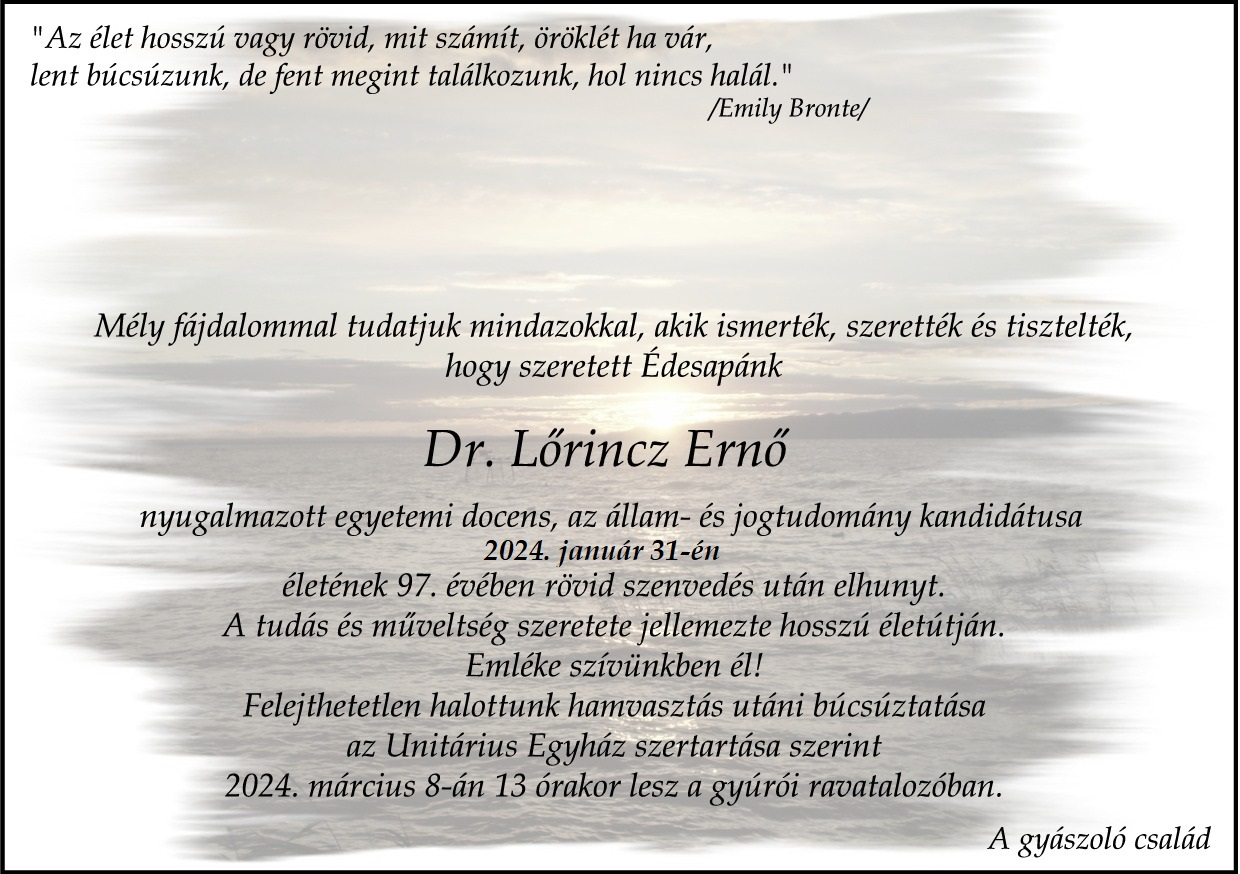
Dr. Lőrincz Ernő gyászjelentése

## Életútja
Erdélyi székely kisiparos családba született a Hargita alján. Szülei, Ákos és Ida Homoródkeményfalváról és Abásfalváról származtak. Elemi iskolába Abásfalván járt, majd a székelykeresztúri Unitárius Gimnáziumban folytatta középiskolai tanulmányait. Jeles érettségit követően a Bolyai Tudományegyetem jogi karán szerzett diplomát és doktori címet 1950-ben.
Pályáját az egyetemen kezdte (1949–57), már harmadéves joghallgatóként kinevezést kapott az egyetemen gyakornoki, tanársegédi, majd adjunktusi minőségben. 1956 után a forradalommal szimpatizáló magatartása miatt a román kommunista hatalom eltávolította az egyetemről. 
1967-ben települt át Magyarországra, ekkor avatták doktorrá, majd 1971-ben megszerezte a kandidátusi fokozatot is, melynek révén a Magyar Tudományos Akadémia köztestületi tagjává vált. A pécsi egyetemen tanított 1972 és 1976 között, majd az Állami Biztosító, a Szerzői Jogvédő Hivatal (1977 és 1881 között), illetve a Képzőművészeti Kiadó jogtanácsosa volt 1981 és 1989 között Budapesten.
Budapesten aktívan bekapcsolódott az Unitárius Egyház életébe. 1990 és 2012 között Budapest, Kecskemét, Sárospatak egyetemein, főiskoláin tartott előadásokat, többek közt unitárius egyházi jogból is. A Budapesti Egyházközség presbitere volt, majd egyházi jogtanácsos. 1994-től főgondnokhelyettes is.
2011-től a Pestszentlőrinci Unitárius Egyházközség tagja lett, részt vett az istentiszteleteken, amíg ereje engedte. Idős korában kiköltözött lányához Gyúró községbe, ahol megfelelő időskori gondozásban részesült. Itt hunyt el 2024. január 31-én. 
Búcsúztatására 2024. március 8-án került sor a gyúrói temetőben, a szertartást Szent-Iványi Ilona lelkész végezte.

## Munkássága
Első írásait a kolozsvári Világosság és Igazság közölte (1951–55). Jogi szakcikkei itt s az Előre, Korunk, Munkásélet, Falvak Dolgozó Népe, Făclia, Justiția Nouă, Magyarországon a Jogtudományi Közlöny, Magyar Jog, Szakmunkásnevelés, Szakszervezeti Szemle, Biztosítási Szemle hasábjain jelentek meg. Írásainak tárgyköre a munkavédelem, iparoktatás, biztosítás, a környezetvédelem biztosítási megközelítése. Az erdélyi munkaviszonyok szabályozásáról írt jogtörténeti munkáját a bukaresti Tudományos Könyvkiadó jelentette meg, terjesztését azonban a cenzúra indokolás nélkül leállította.
Két tanulmánya a környezetvédelem jogi aspektusairól románul az Ecologia și protecția ecosistemelor című gyűjteményes kötetekben (Pitești 1980; Constanța 1986) talált helyet.

## Kötetei
- A munkaviszonyok szabályozása Erdélyben 1840 és 1918 között; Tudományos, Bukarest, 1958
- A munkaviszonyok szabályozása Magyarországon a kapitalizmus kezdeteitől az első világháború végéig. 1840–1918; Akadémiai, Bp., 1974)
- A magyar légijog bibliográfiája kronologikus rendben, a kezdetektől napjainkig; összeáll. Lőrincz Ernő; Heltai Gáspár Kft., Bp., 1998